# 福井県道802号小浜大飯高浜自転車道線
福井県道802号小浜大飯高浜自転車道線（ふくいけんどう802ごう おばまおおいたかはまじてんしゃどうせん）は、小浜市門前を起点に、大飯郡高浜町事代に至る一般県道で、総延長40.3kmの自転車道（自転車歩行者専用道路）である。1980年（昭和55年）5月20日に認定された。
計画されている全線が未だ完成していない路線である。

## 通過する自治体
- 福井県
  - 小浜市 - 大飯郡おおい町 - 高浜町

## 接続道路
- 福井県道23号小浜朽木高島線
- 国道27号
- 福井県道236号高浜港高浜停車場線

## 沿線
- 城山公園
- 城山荘